# Emilio Franceschini
Emilio Franceschini è un nome fittizio con cui fu firmata la traduzione italiana de Il conte di Montecristo pubblicata negli anni 1980. In realtà si tratta di una traduzione anonima che risale al XIX secolo.

## Storia
La traduzione apparsa a firma "Emilio Franceschini" è in realtà una delle prime traduzioni italiane de Il conte di Montecristo, quella del 1869 pubblicata, anonima, da Sonzogno. Nel 1984 la casa editrice Mondadori ripubblicò l'opera di Dumas, riproponendola con la traduzione del 1869, a sua volta ripresa dall'editore Salani: allorché si trattò d'inserire il nome del traduttore, i curatori dell'edizione scelsero lo pseudonimo "Emilio Franceschini". Le caratteristiche della traduzione "Franceschini" sono la presenza di arcaismi e uno stile ripetitivo e poco scorrevole, ottenuto ricalcando il testo dello stesso Dumas. Inoltre, la traduzione è incompleta e manca di alcune parti presenti invece nel testo originale. La traduzione "Franceschini" è stata riproposta da molti editori italiani, con poche variazioni, fino a tutti gli anni 2000.
La vicenda dell'invenzione del traduttore Emilio Franceschini è stata scoperta dall'editore Carmine Donzelli, che ha pubblicato nel 2010 una nuova traduzione de Il conte di Montecristo, illustrando nell'introduzione le sue ricerche e la conclusione cui lo avevano portato. A parere dello stesso Donzelli, la traduzione "Franceschini" è stata tanto a lungo ripubblicata, quasi immutata, perché il romanzo di Dumas era considerato poco importante (lo stesso Umberto Eco, nel suo saggio Elogio del Montecristo, sostiene che il libro sia stato a lungo considerato paraletteratura), e che quindi non gli sia stata dedicata molta attenzione al momento di verificare la correttezza della traduzione.

## Tagli e censure neIl conte di Montecristo
Ecco di seguito alcune delle censure apportate da Emilio Franceschini al testo originale. A sinistra vi è la sua traduzione, a destra quella di Lanfranco Binni dell'edizione Garzanti.

### Capitolo XVI
E il vecchio abbassò la testa.
Dantès non capiva come un uomo poteva arrischiare la sua vita per simili interessi. È vero però che, se egli conosceva Napoleone per avergli parlato una volta, non sapeva quali fossero stati i suoi progetti»
E il vecchio chinò la testa.
Dantès non capiva come un uomo potesse rischiare la vita per simili interessi; è anche vero che, se conosceva Napoleone per averlo visto e avergli parlato, in compenso non sapeva affatto chi fossero Clemente VII e Alessandro VI»

### Capitolo XXXI
<<Da che lo arguite?>> disse.
<<Da tutto>> rispose Franz, <<dalla vostra voce, dal vostro sguardo e dalla vita stessa che conducete>>
<<Io conduco la vita più felice che si conosca, una vera vita da pascià: mi piace un luogo, vi resto»
Simbad trasalì e lo guardò fisso.
«Da che cosa lo capite?» domandò.
«Da tutto – rispose Franz: – dal vostro sguardo, dal vostro pallore, dalla vita stessa che conducete».
«Io! Conduco la vita più felice che conosca, una vera vita da pascià; sono il re del creato: se mi piace un luogo, mi fermo»

### Capitolo XXXV
«No certamente, non mi batterei» disse il conte.
«Ma – disse Franz al conte, – con questa teoria che vi istituisce giudice ed esecutore nella vostra causa, sarebbe difficile contenervi nei limiti e fuggire gli estremi, che sono sempre pericolosi; e converrete senza difficoltà, che l'odio è cieco, la collera sorda, e colui che vi mesce la vendetta, corre il pericolo di bere una bevanda amara»
«Anche questo può essere vero, e qualche volta abbiamo visto avverarsi ciò che ora affermate»»
«Oh sì! - rispose il conte – ma intendiamoci: mi batterei in duello per una sciocchezza, per un insulto, per una smentita, per uno schiaffo, e con tanta più noncuranza in quanto, grazie all'abilità che ho acquisito in tutti gli esercizi del corpo ed alla lenta abitudine al pericolo, sarei quasi sicuro di uccidere il mio avversario. Oh sì! Mi batterei in duello per queste cose; ma per un dolore lento, profondo, infinito, eterno, restituirei, se fosse possibile, un dolore pari a quello che mi hanno fatto soffrire: occhio per occhio, dente per dente, come dicono gli orientali, nostri maestri in ogni cosa, quegli eletti della creazione che hanno saputo costruirsi una vita di sogni ed un paradiso di realtà »
«Ma – disse Franz al conte, – con questa teoria che vi istituisce giudice e carnefice nella vostra causa, è difficile che vi conteniate nei giusti limiti, in modo da evitare di volta in volta i rigori della legge. L’odio è cieco, la collera stordisce, e colui che si versa la vendetta rischia di bere un’amara pozione». «Sì, se è povero e maldestro, ma non se è abile e milionario»»
Uno di quei due tentò di acquistare qualche vantaggio col salire alcuni scalini dalla sua parte, e tirarlo a sé mentre l'altro lo avrebbe sospinto all'insù.
In quell'attimo il carnefice lo afferrò per la vita e lo sollevò da terra.
Il misero, senza punto d'appoggio e tirato e sospinto, in un attimo fu sotto al laccio»

### Capitolo XLII
«Ebbene vediamo, signor corso, io suppongo sempre tutto...»»
«Ebbene, vediamo, signor còrso, supponiamo che si tratti della Provvidenza; per quanto mi riguarda, sono sempre aperto a qualunque supposizione».»

### Capitolo LI
Montecristo voleva continuare, ma lei lo interruppe come per cambiare discorso.
«Tutto mi conduce a stimarvi» disse «per un gran chimico, e quell'elisir che avete fatto prendere a mio figlio, che lo ha così rapidamente richiamato alla vita...»»
«Sì – disse Montecristo, – sì, fortunatamente resta la coscienza, senza la quale saremmo terribilmente sventurati. Dopo ogni azione un po’ energica, è la coscienza a salvarci, fornendoci mille buone giustificazioni di cui siamo i soli giudici; e queste ragioni, per quanto eccellenti per conservarci il sonno, sarebbero probabilmente di scarso valore davanti a un tribunale per conservarci la vita. Così, per esempio, Riccardo III dovette sentirsi meravigliosamente servito dalla sua coscienza dopo la soppressione dei due figli di Edoardo IV; in effetti poteva dire a se stesso: “Questi due figli di un re crudele e tirannico, che avevano ereditato i vizi del padre che solo io riconobbi nelle loro inclinazioni giovanili, questi due figli mi erano da ostacolo per assicurare la felicità al popolo inglese, al quale avrebbero inevitabilmente assicurato la rovina”. Nello stesso modo fu servita dalla sua coscienza lady Macbeth che voleva, qualunque cosa ne abbia detto Shakespeare, dare un trono non al marito ma al figlio. Ah, l’amore materno è una così grande virtù, un movente talmente potente, che si fa perdonare molte cose; così, dopo la morte di Duncan, lady Macbeth sarebbe stata molto sventurata senza la sua coscienza».
La signora di Villefort assimilava avidamente quelle massime spaventose e quegli orribili paradossi spacciati dal conte con l’ingenua ironia che gli era propria.
Poi, dopo un attimo di silenzio:
«Sapete, signor conte – disse lei, – che le vostre argomentazioni sono terribili e che vedete il mondo sotto una luce un po’ livida? È forse guardando l’umanità attraverso gli alambicchi e le storte che l’avete giudicata così? Perché avevate ragione: voi siete un grande chimico, e quell’elisir che avete fatto prendere a mio figlio, e che l’ha fatto rinvenire con tanta rapidità…».»

### Capitolo LXXXVIII
«Perché Dio ha il tempo e l’eternità, due cose che sfuggono agli uomini».
Montecristo emise un sospiro che sembrava un ruggito, e si prese i bei capelli tra le mani.»